# Megan Jastrab
Megan Jastrab (ur. 29 stycznia 2002 w Apple Valley) – amerykańska kolarka torowa i szosowa, brązowa medalistka olimpijska.

## Kariera
Pierwszy sukces w karierze osiągnęła w 2018 roku, kiedy zdobyła srebrny medal w madisonie podczas mistrzostw Stanów Zjednoczonych. Rok później zdobyła złote medale w omnium i madisonie na torowych mistrzostwach świata juniorów oraz w wyścigu ze startu wspólnego na szosowych mistrzostwach świata juniorów. Podczas igrzysk olimpijskich w Tokio razem z koleżankami z reprezentacji wywalczyła srebrny medal w drużynowym wyścigu na dochodzenie. Na tej samej imprezie zajęła też dziewiątą pozycję w madisonie. 
W 2023 roku była druga w wyścigu Gandawa-Wevelgem.